# Pablo Martínez Estévez
Pablo Martínez Estévez   (12 de desembre de 1997) és un esportista espanyol que competeix en piragüisme en la modalitat d'aigües tranquil·les.
Va guanyar una medalla d'or en la Copa Mundial de Piragüisme de 2021, disputada a Szeged, en la prova de C2 500 m. Va participar en els Jocs Olímpics de Tòquio 2020, assolint el vuitè lloc en la prova de C2 1000 m (conjuntament amb Cayetano García).[4]